# Miles Norris
Miles Benjamin Norris (San Francisco, California, 15 de abril de 2000) es un baloncestista estadounidense que pertenece a la plantilla de los Boston Celtics de la NBA, con un contrato dual que le permite jugar también con su filial en la G League, los Maine Celtics. Con 2,01 metros de estatura, juega en la posición de ala-pívot.

## Trayectoria deportiva

### Universidad
Jugó una temporada con los Ducks de la Universidad de Oregón, en la que promedió 3,3 puntos y 1,9 rebotes por partido.
Fue transferido al City College de San Francisco para su segunda temporada. Ayudó al CCSF a lograr un récord de 30-0, un título de la Conferencia de la Costa Norte y el campeonato del Northern California Community College en 2019-20, donde promedió 16,0 puntos, 6,1 rebotes, 1,4 tapones y 2,0 robos por partido para los Rams, líder del equipo.
La temporada siguiente Norris fue transferido a los Gauchos de la Universidad de California en Santa Bárbara, donde jugó tres temporadas de 2020 a 2023 promediando en 29,8 minutos jugados, 11,6 puntos y 5,5 rebotes por partido. En su última temporada fue incluido en el segundo mejor quinteto de la Big West Conference.

#### Estadísticas en la NCAA
| Año     | Equipo           | PJ  | PT | MPP  | %TC  | %3P  | %TL  | RPP | APP | ROB | TPP | PPP  |
| ------- | ---------------- | --- | -- | ---- | ---- | ---- | ---- | --- | --- | --- | --- | ---- |
| 2018–19 | Oregon           | 27  | 0  | 10.5 | .540 | .240 | .500 | 1.9 | .1  | .5  | .3  | 3.3  |
| 2020–21 | UC Santa Barbara | 27  | 25 | 25.5 | .481 | .378 | .757 | 4.6 | 1.8 | .7  | .9  | 9.7  |
| 2021–22 | UC Santa Barbara | 28  | 28 | 29.4 | .447 | .356 | .794 | 5.6 | 1.3 | .8  | .6  | 10.3 |
| 2022–23 | UC Santa Barbara | 35  | 35 | 33.5 | .490 | .391 | .844 | 6.1 | 1.2 | 1.1 | .8  | 14.1 |
| Total   | Total            | 117 | 88 | 25.4 | .480 | .367 | .772 | 4.6 | 1.1 | .8  | .7  | 9.7  |

### Profesional
Tras no ser elegido en el Draft de la NBA de 2023, el 6 de julio de 2023, Norris firmó un contrato dual con los Atlanta Hawks, dividiendo el tiempo con su filial de la NBA G League, College Park Skyhawks. El 22 de diciembre, Atlanta lo despidió sin jugar para ellos y cuatro días después, College Park lo adquirió.
El 3 de abril de 2024 firmó con el Çağdaş Bodrumspor de la Basketbol Süper Ligi turca.
El 16 de octubre de 2024 firmó con los Memphis Grizzlies, pero fue despedido tres días después. El 28 de octubre se unió a su filial de la G League, los Memphis Hustle.
El 2 de marzo de 2025 firmó un contrato dual con los Boston Celtics.

## Estadísticas de su carrera en la NBA

### Temporada regular
| Año     | Equipo | PJ | PT | MPP  | %TC  | %3P  | %TL  | RPP | APP | ROB | TPP | PPP |
| ------- | ------ | -- | -- | ---- | ---- | ---- | ---- | --- | --- | --- | --- | --- |
| 2024-25 | Boston | 3  | 0  | 11.7 | .222 | .286 | .500 | 3.0 | .0  | .7  | .3  | 2.3 |
| Total   | Total  | 3  | 0  | 11.7 | .222 | .286 | .500 | 3.0 | .0  | .7  | .3  | 2.3 |